# Fajsal II
Fajsal II ibn Ghazi, arab. الملك فيصل الثاني (ur. 2 maja 1935 w Bagdadzie, zm. 14 lipca 1958 tamże) – król Iraku, syn Ghaziego I z dynastii Haszymitów.

## Życiorys

### Dzieciństwo
Fajsal był jedynym synem króla Iraku Ghaziego i jego małżonki Aliji. Gdy miał trzy lata, jego ojciec zginął w wypadku samochodowym. Chłopiec został wówczas ogłoszony królem, natomiast na regenta wyznaczono jego wuja Abd al-Ilaha ibn Alego. Wuj zajmował się w kolejnych latach jego wychowaniem i kształceniem.

### Król Iraku
Fajsal II objął samodzielne rządy po ukończeniu osiemnastego roku życia w maju 1953. Młody wiek i jego dotychczasowe doświadczenia sprawiły, że nie ukształtował się jako samodzielna osobowość polityczna. Jego otoczenie składało się z dotychczasowych doradców regenta, a on sam, chociaż był już tylko doradcą króla i zarazem następcą tronu, nadal podejmował samodzielne inicjatywy polityczne. Ogromne wpływy zachował również Nuri as-Sa’id.
Irak pod panowaniem Fajsala II pozostawał de facto zależny od Wielkiej Brytanii. Za jego panowania doszło również do bliższego związania kraju w system antykomunistycznych sojuszy. W dniach 12–25 marca 1954 Fajsal II odbył oficjalną wizytę w Pakistanie, gdzie prowadzone były rozmowy w sprawie przystąpienia Iraku do sojuszu obronnego pakistańsko-tureckiego. W ostatnich dniach wizyty, pakistańskie służby bezpieczeństwa udaremniły zamach na króla. Głównym negocjatorem ze strony irackiej był Nuri as-Sa’id. W 1955 Fajsal II oficjalnie wprowadził swój kraj do Paktu Bagdadzkiego. W roku następnym odbył oficjalną wizytę w Wielkiej Brytanii.
W lutym 1958 utworzona została federacja Iraku z Jordanią (Federacja Arabska), drugim bliskowschodnim państwem rządzonym przez dynastię Haszymitów, a Fajsal II został jej głową.
Król, razem z następcą tronu i pozostałymi członkami rodziny, zginął podczas zamachu stanu przeprowadzonego 14 lipca 1958 przez organizację Wolnych Oficerów pod dowództwem Abd al-Karima Kasima i Abd as-Salama Arifa. Gwardia broniąca pałacu królewskiego stawiła krótki opór uczestnikom puczu, następnie poddała się, a rodzina królewska wyszła przed budynek, gdzie została rozstrzelana. Nie rozstrzygnięto, czy zgładzenie Fajsala było od początku zaplanowane przez organizatorów zamachu, czy też była to decyzja podjęta doraźnie. Walki w pałacu Rihab i śmierć Haszymitów były najkrwawszym epizodem zamachu stanu, który odniósł sukces, nie napotykając oporu.